# Danielle Messia
 (septembre 2019).
Si vous disposez d'ouvrages ou d'articles de référence ou si vous connaissez des sites web de qualité traitant du thème abordé ici, merci de compléter l'article en donnant les références utiles à sa vérifiabilité et en les liant à la section « Notes et références ».
Danielle Messia, née Danielle Mashiah le 27 octobre 1956 à Jaffa (Israël) et morte le 13 juin 1985 à Villejuif (Val-de-Marne), est une chanteuse française.
Auteure-compositrice-interprète à la sensibilité exacerbée, elle meurt à 28 ans des suites d'une leucémie.

## Biographie
Danielle Mashiah naît à Jaffa en Israël, le 27 octobre 1956. En 1958, ses parents s’installent en France dans la région parisienne. Danielle est élevée avec sa sœur Cécile. Son père quitte le foyer en 1960, divorce et part vivre aux États-Unis.
Au début des années 1970, elle fait partie du groupe folk « Grattons Labeur » qui tournent dans l'Orléanais et dans de nombreux cafés-cabarets de Bretagne en compagnie de Gérard Blanchard. Danielle suit en même temps des cours d’histoire à l'université d'Orléans. Le groupe sort un disque en 1977, Le Bal des sorciers, diffusé sous le label de Môrice Bénin, ABA. Danielle est choriste sur certaines des chansons de Môrice Bénin et aussi sur l’album Gérard Pierron chante Gaston Couté de Gérard Pierron. Mais la jeune femme veut voler de ses propres ailes, quitte le groupe et part sur les routes avec sa guitare et beaucoup d’espoir.
Elle traverse ainsi l’Autriche et la Roumanie, chante dans les rues de Venise et de Vérone. De retour en France, en 1978, elle participe au festival de Castagnède. De retour à Paris à la fin de 1978, elle habite rue de Paradis dans une petite chambre de bonne. Elle chante dans la rue, dans le métro, dans les maisons de jeunes et de la culture. Son ambition la pousse à franchir la porte des cabarets, mais partout, c’est non. Puis fin 1978 elle est engagée à l’Écume pour les fêtes de fin d’année. Elle fait une rencontre déterminante, celle de Eddy Schaff, par l’intermédiaire de Gérard Pierron. Eddy lui fait travailler sa voix en vue d’un enregistrement. Elle affirmera plus tard « Il m’a appris à chanter, m’a véritablement mis le pied à l’étrier, il m’a donné confiance ».
Jean Lavigne lui fait enregistrer son premier disque tiré à mille exemplaires, qu'elle finance elle-même. Elle tente alors un coup de poker : elle invite deux cents personnalités du show-biz, seuls viennent deux journalistes, Jacques Vassal et Maurice Marouani qui la signalent à la maison de disques Barclay. Mais son premier album Danielle Messia ne sort qu’en 1980. Son deuxième album De la main gauche sort l’année suivante, et, la même année, elle rejoint sa sœur Cécile qui vit en Californie. La chanson-titre de cet album restera son plus grand succès et donnera à lieux à de nombreuses reprises dont celle de la québécoise Stéphanie Bédard en 2005. Elle deviendra le thème du film Anne Trister de Léa Pool qui sortira en 1986. En octobre 1982, elle se produit à l'Olympia dans le cadre des « Olympiades de la chanson ».
En 1984, elle quitte Barclay et signe chez Wea son troisième album Carnaval daté de 1985. Elle participe au Printemps de Bourges et au festival Équinoxe en Bretagne.
En 1985, elle tombe malade, un cancer qu’elle soigne depuis 1983 s’aggrave. Invitée à l’émission Champs Élysées de Michel Drucker le 22 juin, elle prépare l’émission depuis sa chambre d’hôpital, voulant tenir ses engagements à tout prix. Mais, le 13 juin, vaincue par la maladie, Danielle meurt. Elle est enterrée dans le cimetière du Père-Lachaise (57e division), à Paris.
Un an plus tard, Gérard Classe et Georges Nawrocki, des amis de Danielle, décident de sortir l'album souvenir Les Mots, avec des maquettes de studio et des chansons tirées de l’album de 1979, jamais diffusé. Cet album reçoit le grand prix de l’Académie Charles Cros « in Memoriam ».
Danielle Messia a marqué les années 1980 avec des chansons-témoin (Grand-mère ghetto), des chansons prémonitoires (Le Paradis des musiciens), des tableaux intimes (De la main gauche).
Jean-Jacques Goldman lui a dédié sa chanson Famille, il a aussi écrit pour elle la musique de la chanson Le temps des enfants. Il soutient les initiatives commémorant la chanteuse.